# Liparis miostomus
Liparis miostomus är en fiskart som beskrevs av Kiyomatsu Matsubara och Iwai, 1954. Liparis miostomus ingår i släktet Liparis och familjen Liparidae. Inga underarter finns listade i Catalogue of Life.